# NGC 6602
NGC 6602 (również PGC 61674 lub UGC 11184) – galaktyka spiralna z poprzeczką (SB?), znajdująca się w gwiazdozbiorze Herkulesa. Odkrył ją Guillaume Bigourdan 1 lipca 1886 roku.